# Дельпорт, Шарль
Шарль Жюль Дельпорт (фр. Charles Jules Delporte, 11 марта 1893 — 1950) — бельгийский фехтовальщик, чемпион мира и олимпийский чемпион.
Родился в 1893 году в Брюсселе. В 1920 году принял участие в Олимпийских играх в Антверпене, где с командой занял 4-е место в фехтовании на саблях, и стал 10-м в личном первенстве на шпагах. В 1924 году на Олимпийских играх в Париже стал чемпионом в личном первенстве на шпагах и завоевал серебряную медаль в командном первенстве на шпагах, бельгийская же команда саблистов опять не смогла добраться до медалей. В 1926 году на Международном первенстве по фехтованию завоевал бронзовую медаль в личном первенстве на шпагах. В 1928 году на Летних Олимпийских играх в Амстердаме бельгийская команда шпажистов стала 4-й, а в личном первенстве на шпагах Шарль Дельпорт стал 6-м. На Международном первенстве по фехтованию 1930 года он завоевал золотую медаль в командном первенстве на шпагах.
В 1937 году Международная федерация фехтования признала все проходившие ранее Международные первенства по фехтованию чемпионатами мира.